# Microdon obscurus
Microdon obscurus är en tvåvingeart som beskrevs av Wulp 1898. Microdon obscurus ingår i släktet myrblomflugor, och familjen blomflugor. Inga underarter finns listade i Catalogue of Life.